# 야스다 케이
야스다 케이(일본어: 保田 圭, 1980년 12월 6일~)는 일본의 가수, 배우, 탤런트이다. 본명은 코자키 케이[小崎 圭(こざき けい)]. 전 헬로! 프로젝트 전체의 서브리더로, 전 모닝구무스메의 2기 멤버. 애칭은 '케이쨩', '케메코'. 지바현 훗츠 시 출신. 극도의 근시로 콘택트렌즈를 사용하고 있다. J.P ROOM(업프런트 그룹) 소속이며, 신장은 158.5 cm이다.

## 특징
- 『우타방』의 프로그램내에서 《야스다 대명신》 도자기 인형을 100개 만들었지만, 1개가 깨져 얼굴 부분을 세트의 한 구석에 검은 테이프로 붙이고 있었다. 실제로 야스다가 졸업할 때까지 1년 반 이상 방치하고 있었다. 이《야스다 대명신》인형은 유명해서 그녀의 상징이 되어 개그의 소재로도 쓰였고, 그녀가 없을 때 대신 괴롭힘을 당하기도 하는 등 폭소를 자아냈다.
- 노래 프로그램에서 본인에게 카메라가 돌아오면 윙크나 카메라에 눈짓을 하게 되었다. 본인의 말로 「대본을 읽어서 어디에서 카메라가 도는 것일지 공부하고 있다」라고 『우타방』에서 말했다.
- 『메챠메챠 ×2 이케테루!』의 벼락치기 테스트 기획 「사립 오카무라 여자고등학교.」에 모닝구무스메가 출연했을 때, 국어 과목에서「위축된다는 말을 사용해서 예문을 쓰세요」라고 하는 문제가 있어, 오카무라 선생님에게 「야스다의 대답, 완벽합니다!」라고 칭찬을 받으며 소개된 것이 「모닝구무스메 안에서 위축된다」라는 답이었다. 자기가 자신을 낮추어 괴롭힘 캐릭터임을 어필했던 예라고 말할 수 있다.
- 모닝구 무스메 졸업당시의 야스다는 22살이었지만, 특히 쯔지 노조미, 카고 아이로부터는 애칭과 쑥스러움을 담아「오바쨩(おばちゃん:아줌마)」라고 불렸다. 졸업후에는 주로「케메코(ケメ子)」「케메쨩(ケメちゃん)」의 애칭으로 불렸다.
- 2009년 9월에 편도선을 적출하는 수술을 받았고, 2010년 3월에 총 6회에 달하는 마이니치 신문 조간 생활면의 전국판에 특집기사로 게재되었다.

메일친구: 시노다 마리코. 친구: 배우: 쿠로키 히토미

## 약력
- 1998년 5월 - 이치이 사야카, 야구치 마리와 함께, <모닝구무스메>의 제2기 멤버로서 가입.
- 1998년 5월 27일 <모닝구무스메>의 2번째 싱글 <サマーナイトタウン> 이 하지만 야스다에 있어서의 데뷔곡이 된다.
- 1999년 11월 - 이치이 사야카, 고토 마키와 함께, <모닝구무스메> 내의 유닛으로선 2번째가 되는 <풋치모니>를 결성. 퍼스트 싱글 <ちょこっとLOVE>로 밀리언셀러를 달성.
- 2000년 4월 - 4기 멤버로서 가입한 이시카와 리카의 교육 담당이 된다.
- 2001년 4월 - <모닝구무스메>의 초대 리더 나카자와 유코의 졸업에 수반해, 부지도자로 취임. <모닝구무스메>의 중추적 역할을 담당했다.
- 2002년 9월 - 고토 마키와 함께 <풋치모니>를 졸업.
- 2003년 1월 - 6기 멤버로서 가입한 카메이 에리, 미치시게 사유미, 다나카 레이나의 교육 담당이 된다.
- 2003년 5월 5일 - 사이타마 슈퍼 아레나에서 열린 <모닝구무스메 콘서트 투어 2003 봄 ~NON STOP!~>의 공연을 마지막으로, <모닝구무스메>를 졸업. <헬로! 프로젝트>의 서브리더가 된다.
- 2003년 6월 - 레귤러 프로그램 <하로모니>의 3대째 사회자로 취임.
- 2005년 12월 - 후지테레비 계열 방송국에서 방송된 <카스페! 특별활동>으로 치어댄스 전국 선수권대회에 출장한 연예인으로 이루어진 치어댄스팀 <오다이바 레인보우 치어즈>의 멤버로서 참가했다.
- 2005년 12월 31일 - 제56회 NHK 홍백가합전에 모닝구무스메 신,구 멤버 혼성의 스페셜 유닛으로 출장.
- 2009년 3월 31일 - <헬로! 프로젝트>를 졸업. 다음 달부터 신팬클럽 M-line club에 소속된다.
- 2009년 6월 7일 - <2009 헬로! 프로젝트 신인 공연 4월 ~요코하마 HOP!~>의 사진집을 야스다가 촬영자로서 출판.
- 2010년 5월 27일 - LIQUIDROOM ebisu에서 데뷔 12주년을 기념한 스페셜 라이브 <야스다 케이 & 야구치 마리 Special Live 2010 ~너에게 닿아라 13년째에의 감사!!~>를 개최했다.
- 2010년 12월 5일 - 라이브 하우스 <하레타라 소라니 마메 마이테>에서 <야스다 케이 30th Birthday Live~Dear My Friend~>를 개최.
- 2011년 5월 19일 - 출생지 훗츠 시에서 동시 관광 친선 대사(이노우에 유미코와 함께)에 임명된다.
- 2011년 12월 8일 - 뮤직 레스토랑 <La Donna>에서 <야스다 케이 31th Birthday Live ~너의 노래~>를 개최.
- 2013년 5월 3일 - 이탈리아 요리 연구가인 코자키 요이치(小崎陽一)와 이달 말에 결혼할 예정임을 소속 사무소가 밝히고, 본인도 블로그에서 발표했다.
- 2013년 5월 29일 - 혼인 신고서 제출.
- 2014년 1월 13일 - 하와이에서 결혼식을 거행.
- 2018년 1월 10일 - 제1자 장남 출산.

## 출연

### 텔레비전 드라마
- 토키오 아버지에게 드리는 전언(NHK 종합, 2004년)
- 종전60년 특집드라마 24개의 눈동자(二十四の瞳, 니혼테레비, 2005년 8월 2일)
- 搜査一課.見當たり班 鷹子の眼(2007년 1월 31일, 테레비도쿄계 수요미스터리9) - <하타나카 마치코(畑中眞知子)> 역
- 수학♥여자학원(2012년 1월 11일~3월 28일, 니혼테레비) - <스가모 아키라나(巣鴨明奈)> 역
- 밀회의 숙소9 보석의 달콤한 덫(密会の宿9 宝石の甘い罠, 2012년 6월 27일, 테레비도쿄계 수요미스터리9) - <히로나카 치카(広中千佳)> 역
- 행복의 시간(幸せの時間, 토카이테레비, 2012년 11월 5일~） - <야나기 유키(柳由紀)> 역
- 금요 프레 스테이지 쇼쿄토 연쇄 살인 사건(小京都連続殺人事件, 후지테레비, 2013년 10월 18일) - <토즈카 아키나(戸塚明奈)> 역
- 프리미엄 밤 드라마 오후코상(おふこうさん) 제3화(NHK BS 프리미엄, 2014년 1월 21일) - <후시야마 사치코(伏山幸子)> 역

### CM
- 일본 코카콜라 조지아 고호비 브레이크(2010년 9월~)
- 소프트 99 코퍼레이션 「フクピカ・拭くレボリューション篇」(2013년 4월~)

### 텔레비전 방송
- 하로! 모닝구。(2000년 4월~2007년 4월, 테레비도쿄)
- 미녀방담(2010년 1월 14일·21일, 테레비도쿄)

### 라디오
- MBS 영타운 토요일(마이니치 방송, 2000년 10월~2002년 3월)
- HELLO! DRIVE! -하로드라-(라디오 네오, 2016년 10월 3일~)

### 인터넷
- 제14회 하로프로 비디오 CHAT(2005년 6월 10일, Hello! project on Flets)

### 무대·뮤지컬
- LOVE 센츄리 ~꿈은 보지 않으면 시작되지 않는다~(2001년 5월 3일~27일, 일본생명극장)
- 모닝타운(2002년 5월 24일~6월 24일, 아오야마 극장)
- 라쇼몽 ~여자들의 환상~(2004년 1월 4일~29일, 일본생명극장) - <河童ペップ> 역 외
- 한여름 밤의 꿈(2006년 3월 5일~14일, 일본생명극장, 2006년 3월 18일~26일, 오사카 마츠타케좌) - <ハ-ミア> 역
- 어른의 보리차 제9번째 공연 <네무레나이트>(2006년 5월 10일~14일, 씨어터 그린 메인 홀) - <新谷寶子> 역
- MAMA LOVES mambo IV(2006년 8월 18일, 르 씨어터 긴자(도쿄)외, 후쿠오카/히로시마/오사카/나고야)
- 극단 시니어 그래피티 제3회 공연「쇼와 가요 씨어터 신쥬쿠의 여자」(2007년 1월 31일~2월 7일, 신숙소 스페이스 107) - <篠崎安子> 역
- 양귀비의 한방약(2007년 5월 23일~5월 29일, HEP HALL, 6월 9일~17일, 씨어터 그린 메인 홀) - <武恵紀> 역
- 어른의 보리차 제12번째 공연 <다른 시스타즈>(2007년 8월 15일~19일, 키노쿠니야 홀) - <菅田小春> 역
- Doris & Orega Collection Vol.3 <COASTER(코스터)>(2007년 10월 11일~21일, 아오야마 원형 극장외, 키타큐슈/야마구치/오카야마/오사카/토야마/나고야) - <若林文重> 역
- 칸다시와 조공연 <지사들>(2008년 6월 11일~15일, 시아타산모르) - <おうの（高杉晋作の妾・梅処尼）> 역
- THE☆도트보크!!(2008년 7월 18일~27일, 도쿄 예술 극장소홀 2) - <黒坂綾乃> 역
- 레몬 스타(2008년 12월 4일~7일, 씨어터 트램) - <유코(夕子) >역
- 미코트마네킨(2009년 4월 23일~5월 2일, 일본 적십자사비탈 레드 씨어터) - <那須野詩織> 역
- 에브리리트르싱 '09(2009년 8월 10일~16일, 천왕주은하 극장) - <레이나(玲奈) 외 6> 역
- 로만틱크로시크(2009년 12월 2일~6일 아와 토시마구립 무대 예술 교류 센터) - <세이미(聖美)> 역
- 복숭아색 서점에 어서 오십시오(2010년 4월 12일, 씨어터 그린 BIG TREE THEATER) - 게스트 출연
- 마다파크트리(2010년 4월 24일~29일, 씨어터 1010) - <쿠스모토 형사(楠本刑事)> 역
- 미즈키 히데아키 프로듀스 vol.10 <잘 수 없는 밤의 1×8 리퀴엠 ~네이킷트포리스아카데미~>(2010년 6월 9일~15일 키노쿠니야 홀) - <난죠 이오리(南條伊織)> 역
- 드림 다운 제5회 공연 <나에게 어울리는 신체>(2010년 7월 20일~25일, 신숙소 THEATER BRATS) - <磯野渚> 역
- 아리 엔터테인먼트 프로듀스 <좋은 날, 정리해고>(2010년 8월 18일~22일 씨어터 그린 BIG TREE THEATER)
- 인생은 쇼 타임!(2010년 9월 30일~10월 7일, 스페이스 제로) - <미소노 에리코(美園エリコ)> 역
- 단맛과 쓴맛(2010년 11월 12일~21일, 나카노 더 포켓)
- 아베 내각(2010년 12월 22일~27일, 혼다 극장)
- 어른의 보리차 제19번째 공연 < B·B ~bumpy buddy~ >(2012년 5월 9일~15일, 키노쿠니야 홀)
- 여행 떠나기 ~아쇼로로부터~(2012년 7월 30일~8월 3일, 소게츠 홀) - <치하루의 언니(千春の姉)> 역
- 오오모리 히로시 프로듀스 vol.3『우러러보면(あおげば)』(2012년 12월 7일~16일, 나카노 테아톨 BONBON)
- 뮤지컬 「아이 헤브 어 드림(アイ・ハヴ・ア・ドリーム)」(2013년 3월 26일~31일, 리코카이 홀) - <필리스(フィリス)> 역
- 뮤지컬 「히메유리(ひめゆり)」(2013년 7월 25일~30일, THEATRE1010) - <후미(ふみ)> 역

### 이벤트
- 야스다 케이 포크 콘서트(2004년 8월 8일, 도쿄)
- 야스다 케이, 이나바 아츠코, 아야카의 당일치기 버스여행(2005년 3월 12일, 이바라키)
- 야스다 케이, 이나바 아츠코 캐쥬얼 디너 쇼(2005년 5월 2일~10일, 도쿄)
- 야스다 케이, 이나바 아츠코, 아야카의 1박 2일 버스여행 in 나가노(2005년 5월 14일~15일, 나가노)
- 야스다 케이, 아베 나츠미 조인트 콘서트(2005년 8월 8일, 도쿄)
- 야구치 마리, 야스다 케이 캐쥬얼 디너 쇼
- 야스다 케이, 이나바 아츠코, 아야카의 1박 2일 버스여행 in 나가노 Part2(2006년 6월 10일~11일, 나가노)
- <Hello! Project> 오피셜 샵 교토점에서 미니 이벤트(2006년 8월 8일, 교토)
- 야스다 케이, 이시카와 리카(비유덴) 크리스마스 디너 쇼(2006년 12월 23일, 도쿄)
- 야스다 케이, 이나바 아츠코 캐쥬얼 디너 쇼(2007년 2월 11일~12일, 도쿄)
- 야스다 케이, 이나바 아츠코, 아야카의 1박 2일 버스여행 in 나가노 Part3 (2007년 6월 2일~3일, 나가노)
- 야스다 케이, 야구치 마리 조인트 콘서트(2007년 8월 8일, 도쿄)
- 야구치 마리, 야스다 케이, 다카하시 아이 캐쥬얼 디너 쇼(2007년 8월 13일, 오사카)
- 야스다 케이, 야구치 마리 캐쥬얼 디너 쇼(2008년 12월 13일~14일, 도쿄)
- 야스다 케이 크리스마스 이벤트(2008년 12월 23일, 요코하마)
- 야스다 케이, 야구치 마리 캐쥬얼 디너 쇼(2009년 5월 23일~6월 6일, 오사카/ 도쿄/후쿠오카)
- 야스다 케이, 야구치 마리 Special Live 2010 ~너에게 닿아라 13년째에의 감사!!~ (2010년 5월 27일, 도쿄)
- 야스다 케이 30th Birthday Live ~Dear My Friend~(2010년 12월 5일, 도쿄)
- 야스다 케이 31th Birthday Live ~너에게 부르는 노래(君への歌)~(2011년 12월 8일, 도쿄)

## 음반

### 앨범
1. FOLK SONGS 4(2003년 5월 21일)
2. FS5〜卒業〜(2004년 2월 25일)

### 전달 악곡
- 야구치 마리 & 야스다 케이
  - 君に届け(착신 곡은 2009년 12월 1일, 착신 곡 풀은 2009년 12월 10일부터)
    - 작사: 야구치 마리, 작곡: 야스다 케이. 동년 행해진 디너 쇼의 음원이다. 레코쵸크만의 전달.

### 미음원화 악곡
- もう一度〜I miss you〜(작사·작곡: 야스다 케이)
  - 「야스다 케이, 야구치 마리 Special Live 2010 ~너에게 닿기를 13년째에의 감사!!~」의 솔로 코너에서 발표된 오리지널 곡.

## 서적

### 사진집
- 야스다 케이 사진집 <Kei>(2002년 3월 2일, 와니북스) ISBN 4-8470-2700-0
- 2009 헬로! 프로젝트 신인 공연 4월 ~요코하마 HOP!~ 땀*눈물*웃는 얼굴(2009년 6월 7일, 야스다 케이 촬영)
- 2009 헬로! 프로젝트 신인 공연 11월 ~요코하마 FIRE!~(2009년 11월 23일, 야스다 케이 촬영)

## 소속 유닛
- 애프터눈무스메。(2010년, 일본 코카콜라 조지아의 CM 캐릭터)
- 드림 모닝구무스메。(2011년~2012년)

## 같이 보기
- 헬로! 프로젝트
- M-line club